# Sarel Cilliers
Sarel Arnoldus Cilliers (1801-1871) était un boer, membre éminent de l'église réformée hollandaise et un chef Voortrekker durant le Grand Trek en Afrique du Sud.
Sarel Cilliers était d'origine française huguenote. Ses ancêtres venaient de la région d'Orléans.  
En 1838, au côté d'Andries Pretorius, il participa à la bataille de Blood River contre les Zoulous. Juste avant la bataille, il dirigea le prêche des boers en faveur de la protection divine en remerciement duquel ils promirent de construire une église et de commémorer ce jour comme un dimanche. Le 16 décembre, jour de la victoire attendue, devint un jour férié et une fête nationale d'abord appelé « jour du vœu » puis, à partir de 1995, « jour de la réconciliation » .

## Paroles du vœu
« Mes frères et compatriotes, nous sommes réunis aujourd’hui devant le Dieu du ciel et de la terre, afin de faire une promesse. S’Il se tient à nos côtés, nous protège et nous livre nos ennemis afin que nous puissions triompher d’eux, alors nous faisons le vœu de respecter le jour et la date anniversaire de l’événement comme un jour de sabbat, en Son honneur, et nous ferons en sorte que nos enfants participent à ce jour de souvenir. Si quelqu’un ne devait pas être d’accord avec ce vœu, qu’il s’en retourne chez lui, car la magnificence de Son nom sera honorée dans l’allégresse, et toute la gloire de la victoire lui reviendra ».

## Hommage
La ville de Kroonstad en Afrique du Sud aurait été baptisée en l'honneur de son cheval, noyé dans la rivière traversant l'actuelle ville.